# Juan Del Campo
Juan Del Campo Hernández (* 28. Juni 1994 in Bilbao, Baskenland) ist ein spanischer Skirennläufer. Der zweifache spanische Meister ist auf die technischen Disziplinen Slalom und Riesenslalom spezialisiert.

## Biografie
Juan Del Campo stammt aus der Stadt Mungia in der Provinz Bizkaia im Norden Spaniens. Das Skifahren lehrten ihm seine Eltern im Alter von drei Jahren im Pyrenäen-Skigebiet Baqueira-Beret, wo er dem Club d’Esquí Val d’Aran beitrat.
Mit 15 bestritt er in Spanien und Frankreich seine ersten FIS-Rennen. Bei seinen ersten Juniorenweltmeisterschaften in Crans-Montana landete er in Abfahrt, Super-G und Riesenslalom durchwegs im letzten Viertel des Klassements, erreichte bei drei weiteren Antritten aber immerhin Rang 24 im Riesenslalom (Jasná 2014) und Rang 29 im Slalom (Hafjell 2015) als Bestleistungen. Daneben startete er bei zwei Winter-Universiaden, kam jedoch über einen 31. Rang im Super-G (Trentino 2013) nicht hinaus. Im Januar 2015 gab er im Slalom von Chamonix sein Europacup-Debüt. Sein bisher bestes Ergebnis erzielte er im Dezember 2016 mit einem geteilten neunten Rang im Parallelslalom auf dem Kronplatz.
Am 25. Oktober 2015 gab er im Riesenslalom von Sölden sein Weltcup-Debüt. Am Ende der Saison kürte er sich in Formigal erstmals zum spanischen Meister in seiner Paradedisziplin Slalom. In Kitzbühel verpasste er im Januar 2017 die Qualifikation für den zweiten Durchgang um nur 19 Hundertstelsekunden und markierte mit Rang 33 das beste Ergebnis eines männlichen Spaniers seit 1986. Bei seinen ersten Weltmeisterschaften in St. Moritz qualifizierte er sich sowohl für Riesenslalom als auch Slalom, wobei er unter anderem Ivica Kostelić hinter sich ließ. Den Riesenslalom beendete er auf Platz 35, im Slalom schied er aus.
Im folgenden Winter qualifizierte er sich für die Olympischen Winterspiele in Pyeongchang und feierte in Südkorea seine ersten beiden Siege im Far East Cup. Bei den Spielen konnte er an diese Ergebnisse nicht anschließen und schied sowohl im Riesenslalom als auch im Slalom aus. Im Januar 2019 qualifizierte er sich beim Nightrace in Schladming erstmals für einen zweiten Durchgang, den er auf Rang 24 abschloss. Aufgrund eines schweren Fehlers war sein Zeitrückstand jedoch zu groß für einen Punktegewinn.
Seine ersten Weltcuppunkte gewann Del Campo schließlich am 26. Februar 2022 beim Slalom am Gudiberg mir Rang 25.
Bei den Weltmeisterschaften 2023 in Courchevel bzw. Méribel erreichte er mit Rang 21 im Slalom sein bisher beste Ergebnis bei einem internationalen Großereignis.
Am 3. März 2024 erreichte er mir dem 17. Platz beim Slalom von Aspen seine bisher beste Platzierung im Weltcup.

## Erfolge

### Olympische Winterspiele
- Pyeongchang 2018: DNF Riesenslalom, DNF Slalom

### Weltmeisterschaften
- St. Moritz 2017: 35. Riesenslalom, DNF Slalom
- Åre 2019: 27. Slalom, 33. Riesenslalom
- Cortina d’Ampezzo 2021: DNF Slalom
- Courchevel/Méribel 2023: 21. Slalom
- Saalbach-Hinterglemm 2025: 23. Slalom

### Weltcup
- 1 Platzierung unter den besten 20

### Weltcupwertungen
| Saison  | Gesamt | Gesamt | Slalom | Slalom |
| Saison  | Platz  | Punkte | Platz  | Punkte |
| ------- | ------ | ------ | ------ | ------ |
| 2021/22 | 145.   | 6      | 55.    | 6      |
| 2022/23 | 135.   | 13     | 48.    | 13     |
| 2022/24 | 100.   | 34     | 35.    | 34     |

### Europacup
- Saison 2023/24: 10. Slalomwertung
- 2 Platzierungen unter den besten 5

### South American Cup
- Saison 2016: 6. Slalomwertung
- Saison 2019: 2. Slalomwertung
- 6 Podestplätze, davon 4 Siege:

| Datum              | Ort            | Land        | Disziplin |
| ------------------ | -------------- | ----------- | --------- |
| 8. August 2019     | Cerro Catedral | Argentinien | Slalom    |
| 12. August 2019    | El Bolsón      | Argentinien | Slalom    |
| 14. September 2022 | Cerro Castor   | Argentinien | Slalom    |
| 12. September 2024 | Cerro Castor   | Argentinien | Slalom    |

### Far East Cup
- 3 Podestplätze, davon 2 Siege:

| Datum           | Ort          | Land     | Disziplin |
| --------------- | ------------ | -------- | --------- |
| 11. Januar 2018 | High1 Resort | Südkorea | Slalom    |
| 16. Januar 2018 | High1 Resort | Südkorea | Slalom    |

### Juniorenweltmeisterschaften
- Crans-Montana 2011: 67. Riesenslalom, 86. Abfahrt, 86. Super-G, DNF Slalom
- Québec 2013: 35. Riesenslalom, 52. Super-G, DNF Slalom
- Jasná 2014: 24. Riesenslalom, 71. Super-G, DNF Slalom, DNF Super Kombination, DNS Abfahrt
- Hafjell 2015: 29. Slalom, 44. Super-G, 47. Abfahrt, DNF Riesenslalom, DNF Alpine Kombination

### Universiade
- Trentino 2013: 31. Super-G, DNF Riesenslalom, DNF Slalom
- Sierra Nevada 2015: DNF Riesenslalom, DNF Slalom

### Weitere Erfolge
- Spanischer Meister im Super-G (2015)
- Spanischer Meister im Riesenslalom (2017, 2018)
- Spanischer Meister im Slalom (2016)
- Spanischer Vizemeister im Super-G (2017, 2018)
- Spanischer Vizemeister im Riesenslalom (2023)
- Spanischer Vizemeister im Slalom (2022)
- Spanischer Vizemeister in der Alpinen Kombination (2021)
- Bronze bei den Spanischen Meisterschaften im Super-G (2021)
- Bronze bei den Spanischen Meisterschaften im Riesenslalom (2024)
- 7 Siege in FIS-Rennen